# FK Krasnodar (féminines)
Maillots
Actualités
Le FK Krasnodar est un club russe de football féminin basé à Krasnodar.

## Historique
Le 4 février 2020, le FK Krasnodar créé une section de football féminin pour participer à la saison 2020 du championnat de Russie, en reprenant une partie de l'effectif du Kubanochka Krasnodar,  club féminin fondé en 1998 qui vient d'être dissout. 
Le FK Krasnodar joue son premier match officiel le 1er août 2020, contre le Lokomotiv Moscou, défaite 1-0. Le club fêtera sa première victoire, cinq jours plus tard à domicile contre Riazan VDV (2-0) et terminera sa première saison à la 6e place, sur huit. 